# 502 v.Chr.

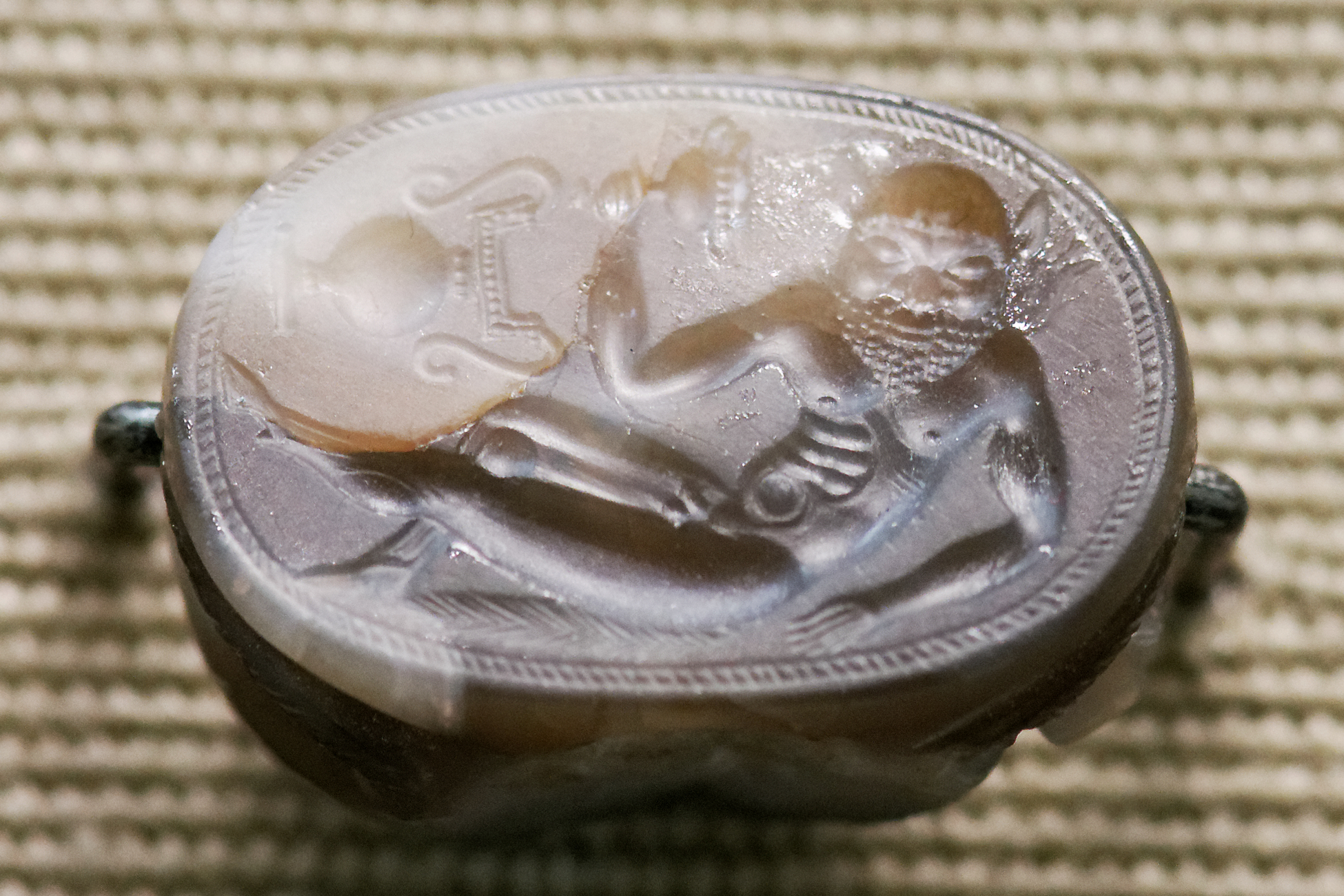
Een satyr op een Etruskische scarabee

Het jaar 502 v.Chr. is een jaartal in de 6e eeuw v.Chr. volgens de christelijke jaartelling.

## Gebeurtenissen

### Italië
- Opiter Verginius Tricostus en Spurius Cassius Vecellinus zijn consul in het Imperium Romanum.
- De Latijnse Liga verslaat de Etrusken onder Lars Porsenna bij Aricia.

### Griekenland
- Naxos komt tegen het Perzische gezag in opstand en ontketent daarmee de Ionische Opstand.